# Freundschaft Plus
Freundschaft Plus (Originaltitel:  No Strings Attached) ist eine US-amerikanische Romantikkomödie, die am 21. Januar 2011 in den US-amerikanischen, und am 17. Februar in den deutschen Kinos anlief. Die Hauptrollen spielen Natalie Portman und Ashton Kutcher, Regie führte Ivan Reitman. Im Film versuchen die Hauptfiguren Emma Kurtzman und Adam Franklin eine Beziehung ohne Gefühle zu führen, in der es nur darum geht, Sex miteinander zu haben. Die oberste Regel ist dabei, sich nicht ineinander zu verlieben.

## Handlung
Emma und Adam kennen sich bereits, seit sie Kinder und in einem Ferienlager waren. Damals hatten sie aber nur eine freundschaftliche Beziehung. Über die Jahre hinweg treffen sie sich mehrmals zufällig, wie zum Beispiel auf einer Studentenfete, allerdings bleibt es bei einer flüchtigen Bekanntschaft.
Eines Tages erfährt Adam allerdings, dass sein Vater nun mit seiner Ex-Freundin Vanessa in einer Beziehung ist. In seiner Verzweiflung geht Adam mit seinen Freunden in eine Bar und betrinkt sich. Unter Alkoholeinfluss ruft er dann sämtliche Mädchen in seinem Telefonbuch an, um mit irgendeiner im Bett zu landen.
Am nächsten Morgen wacht Adam nackt und verkatert auf einer Couch auf, in einer ihm unbekannten Wohnung. Es stellt sich heraus, dass er in der Wohnung von Emma und ihren drei Mitbewohnern gelandet ist. Als er dann mit Emma in ihr Zimmer geht, um sich anzuziehen, haben die beiden Sex. Da Emma sich nicht emotional binden kann und will, beschließen die beiden, es bei einer reinen Sex-Beziehung zu belassen, ohne Liebe oder Verpflichtungen.
So entsteht zwischen den beiden eine Beziehung voll ungezwungenem Sex. Da Emma als Ärztin wenig Zeit hat, genießt sie es, nach ihrer Schicht Sex zu haben, ohne am nächsten Morgen mit jemandem frühstücken zu müssen. Mit der Zeit entwickeln die beiden allerdings Gefühle füreinander, was sie sich gegenseitig aber vorerst nicht eingestehen wollen. Besonders Adams Gefühle für Emma werden immer stärker; er wird auch zunehmend auf Emmas Kollegen Sam eifersüchtig.
Schließlich beschließt Adam, die Initiative zu ergreifen, und bittet Emma um eine Verabredung am Valentinstag, unter der Voraussetzung, dass es nur bei diesem einen Treffen bleibt. Die beiden verbringen ein von Adam liebevoll geplantes Date, doch als Adam Emma im Laufe des Abends seine Liebe gesteht, verwahrt sich diese wütend dagegen. Adam ist verletzt, und so endet der Kontakt zwischen den beiden.
Am Tag vor der Hochzeit ihrer Schwester erkennt Emma allerdings ihre Gefühle für Adam. Nachdem sie ihn angerufen, er sie jedoch abgewiesen hat, steigt sie in ihr Auto und fährt zu seinem Haus. Dort muss sie mitansehen, wie Adam mit Lucy, einer Arbeitskollegin, in seinem Haus verschwindet. Verzweifelt steigt Emma wieder in ihr Auto und fährt zurück zur Hochzeit ihrer Schwester. Auf dem Weg zur Hochzeit erfährt sie aber, dass Adams Vater aufgrund von Hustensaft-Missbrauch im Krankenhaus liegt, und beschließt, dorthin zu fahren.
Adam, der dies von Vanessa erfährt, macht sich sofort auf den Weg zu seinem Vater. Vor dem Krankenhaus trifft er auf Vanessa, die erkannt hat, dass sie doch keine Beziehung zu einem älteren Mann will, und Adam den Hund seines Vaters übergibt. Nachdem Adam seinen Vater im Krankenhaus besucht hat, verlässt er genau in dem Moment das Krankenhaus, als Emma vorfährt. Endlich kann sie ihm ihre Liebe gestehen. Die beiden beschließen, ab jetzt eine echte Beziehung zu führen, mit gemeinsamem Frühstück, Händchenhalten und Kuscheln.
Im Nachspann wird gezeigt, dass Lucy mit Adams Vater zusammen ist.

## Hauptfiguren
Emma Kurtzman ist eine Frau, die sich von nichts aufhalten lassen will, im Besonderen nicht von Romantik oder gar Liebe. Daher ist sie kein Beziehungstyp und versucht, eine Beziehung zu vermeiden. Da Emma eine ehrgeizige Ärztin ist, die bis zu 80 Stunden pro Woche arbeitet, kommt eine Beziehung nicht in Frage, auf Sex will sie dennoch nicht verzichten. Die reine Sexbeziehung mit Adam stellt für sie also die perfekte Lösung dar.
Adam Franklin ist ein charmanter und leichtlebiger Mann, der immer schon ein sehr sorgloses Leben geführt hat. Finanzielle Probleme sind ihm fremd, da er der Sohn eines ehemaligen Fernsehstars ist. Sein Vater enttäuscht Adam aber schwer, als er mit Adams Ex-Freundin Vanessa eine Beziehung beginnt und so die Handlung des Filmes ins Rollen bringt.

## Produktion
Der Film spielte bei einem Produktionsbudget von 25 Mio. US-Dollar weltweit 147,78 Mio. US-Dollar, davon 70,6 Mio. US-Dollar in den USA, ein.

## Periodenmix
Als Emma durch ihre Periode „außer Gefecht gesetzt“ ist, stellt ihr Adam eine Mix-CD zusammen, deren Titel eine Anspielung auf diesen Zustand ist. Zu den Songs auf der CD gehören:
- Even Flow (Pearl Jam)
- Red Red Wine (Neil Diamond oder UB40)
- Sunday Bloody Sunday (U2)
- I’ve Got The World On A String (Frank Sinatra)
- Bleeding Love (Leona Lewis)

## Kritiken
„Für Ashton Kutcher, der sonst gern mal gegen die eigene Überforderung anspielen muss, ist Adam eine ideale Rolle, weil er hier überfordert sein darf.“

„,Freundschaft plus‘ mag als Drehbuch über bindungsscheue Mittzwanziger in beruflicher Orientierungsphase ganz attraktiv ausgesehen haben; das, was Reitman daraus gemacht hat, ist als moderne Version von Harry und Sally in Form einer sexuell aufgepeppten Bestandsaufnahme einer Freundschaft zwischen den Geschlechtern jedoch nicht gelungen. Durchaus ehrliche Szenen […] gehen in einem Meer schlechter Situationskomik unter.“

„Schwer erträglich ist, wie Reitman seiner männlichen Hauptfigur unter die Arme greift, indem er den Kampf gegen Emmas unromantische Weltanschauung aufnimmt und ihr mit fast zynischem Genuss das Beharren auf Unabhängigkeit austreibt. Er verfolgt eine Strategie, die man bereits von seinem Sohn Jason (Juno, Up in the Air) kennt. Auf den ersten Blick verhandelt er scheinbar kritisch und unvoreingenommen moderne Inhalte, um sie dann doch in die altbekannten wertkonservativen Kanäle zu lenken. Emmas Versuch, eine rein sexuelle Beziehung zu führen, die ohne Verbindlichkeit auskommt, muss in dieser waschechten Romantic Comedy natürlich scheitern.“